# Samir Bouheraoua
Samir Bouheraoua (ur. 5 października 1982) – francuski judoka. Startował w Pucharze Świata w latach 2001-2003 i 2005. Mistrz Europy w drużynie w 2004. Srebrny medalista akademickich MŚ w 2004. Wicemistrz Francji w 2003 i 2004 roku.